# Renee Olstead
Rebecca Renee Olstead (Houston, Texas, 18 de junho de 1989), é uma atriz e cantora estado-unidense. 
Começou a carreira na infância, apareceu na série de TV Still Standing, como "Lauren Miller", que estreou no Brasil com o nome de Apesar de Tudo e durou quatro temporadas, de 2002 a 2006. Como cantora lançou cinco discos no estilo Jazz.

## Filmografia
| Filmes      | Filmes                                   | Filmes                 | Filmes                               |
| Ano         | Título                                   | Papel                  | Notas                                |
| ----------- | ---------------------------------------- | ---------------------- | ------------------------------------ |
| 2014        | Unfriended                               | Jess Felton            |                                      |
| 2007        | Point of Entry                           | Melinda                | Para TV                              |
| 2007        | Super Sweet 16: The Movie                | Sky Storm              |                                      |
| 2004        | De Repente 30                            | Becky                  |                                      |
| 2003        | Scorched                                 | Garota Scout           |                                      |
| 2000        | Cowboys do Espaço                        | Garotinha              |                                      |
| 2000        | Geppetto                                 |                        | Para TV                              |
| 1999        | Fim dos Dias                             | Amy                    | Creditada como Rebecca Renee Olstead |
| 1999        | O Informante                             | Deborah Wigand         |                                      |
| 1997        | The Usher                                | Garotinha              |                                      |
| 1997        | Out There                                | Megan Tollman          | Para TV                              |
| 1996        | Cadillac Ranch                           | Mary Katherine (jovem) |                                      |
| 1996        | Santa, NASA & the Man in the Moon        |                        | Para TV                              |
| 1996        | Ceftin Wiz Kids                          | Katie                  | Para TV                              |
| 1995        | Deadly Family Secrets                    | Emily Pick             | Para TV                              |
| Televisão   |                                          |                        |                                      |
| Ano         | Título                                   | Papel                  | Notas                                |
| 2009 / 2008 | The Secret Life of the American Teenager | Madison Cooperstein    | 16 episódios                         |
| 2006 / 2002 | Still Standing                           | Lauren Miller          | 86 episódios                         |
| 2003        | Fillmore!                                | Lucille                | 1 episódio                           |
| 2002        | She Spies                                | Amy Divornak           | 1 episódio                           |
| 2002        | My Guide to Becoming a Rock Star         | Selma                  | 1 episódio                           |
| 1999        | Providence                               | Garotinha              | 1 episódio                           |
| 1999        | Chicken Soup for the Soul                | Lauren                 | 1 episódio                           |
| 1998        | Reunited                                 | Ami                    | 1 episódio                           |
| 1998        | Touched by an Angel                      | Bits                   | 1 episódio                           |
| 1995        | Streets of Laredo                        | Marci Fant             | Mini-série                           |

## Prêmios e Indicações
| Ano  | Resultado | Premiação          | Indicação                                                                | Título         |
| ---- | --------- | ------------------ | ------------------------------------------------------------------------ | -------------- |
| 2006 | Venceu    | Young Artist Award | Melhor Performance Marcante em Série de TV (Comédia) - Atriz Coadjuvante | Still Standing |
| 2003 | Indicada  | Young Artist Award | Melhor Performance em Série de TV (Comédia ou Drama) - Atriz Principal   | Still Standing |

## Discografia
| Ano  | Título                                                   |
| ---- | -------------------------------------------------------- |
| 2009 | Skylark                                                  |
| 2004 | The Princess Diaries 2: Royal Engagement (Trilha Sonora) |
| 2004 | Renee Olstead                                            |
| 2002 | By Request                                               |
| 2000 | Unleashed                                                |
| 2000 | Stone Country                                            |